# Сисцийский монетный двор
Сисцийский монетный двор — римский монетный двор, располагавшийся в Сисции. На монетах, отчеканенных в Сисции, находились клейма SIS(C). Кроме того, монетный двор располагал тремя мастерскими для производства бронзовых монет.
Сисцийский монетный двор был основан в 262 году императорами Валерианом I и Галлиеном, с целью иметь в своем распоряжении производство денег в случае необходимости в отдаленных провинциях, там, где необходимо дополнительные расходы на оборонные нужды империи были необходимы. По этой причине он использовался с перерывами в эпоху совместного правления двух императоров, а затем во время правления одного только Галлиена, когда императорский двор, вероятно, находился на Балканах. Сисцийский монетный двор был активен при Клавдии II Готском. После короткого периода работы при Квинтилле, он был первым монетным двором вместе с Кизикским монетным двором, перешедшим на сторону Аврелиана. Сисций был основным местом, где чеканились монеты в начале правления Аврелиана. Там производились золотые монеты, использовавшиеся императором для награждения солдат, поддержавших его при вступлении на престол.
Некоторое время монетный двор находился под контролем узурпатора Марка Аврелия Юлиана, который пропагандировал своё обещание свободы через выпущенные там монеты.
В эпоху тетрархии Сисцийский монетный двор обслуживал владения императора Галерия. Между серединой 317 и конца 318 года монетный двор отчеканил монеты, прославляющие обожествленных предков Константина I Великого. В этот же период в Сисции была произведена бронзовая медаль, на которой был изображен Константин, одетый в шлем с гребнем и несущий христианский символ Хи-Ро. Также употреблялось изображение Константина с глазами, поднятыми к небу, в позе молящегося христианина.
Сисцийский монетный двор был закрыт примерно в 387 году, между восхождениями на трон Аркадия и Гонория.